# Noemi Batki
Noemi Bátki (* 12. Oktober 1987 in Budapest, Ungarn) ist eine italienische Wasserspringerin und Sportsoldatin. Sie startet sowohl beim Kunstspringen vom 3-m-Brett als auch beim 10-m-Turmspringen sowie im Synchronspringen.
Bátki erzielte ihre erste internationale Medaille bei den Europameisterschaften 2008 in Eindhoven, als sie zusammen mit Tania Cagnotto Bronze im 10-m-Synchronwettbewerb gewann. 2010 gewann sie bei den Europameisterschaften in ihrer Heimatstadt Budapest Silber im Einzel-Turmspringen. Ein Jahr später konnte sie in Turin bei den Europameisterschaften erstmals die Goldmedaille bei einem internationalen Wettkampf feiern.
Batki nahm an den Olympischen Spielen 2008 in Peking teil und wurde an der Seite von Francesca Dallapé im 3-m-Synchronwettbewerb Sechste.